# 존 F. 캐롤

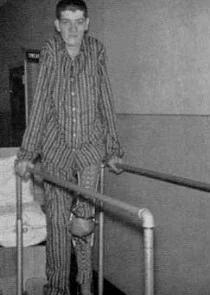

존 F. 캐롤(John F. Carroll, 1932년 ~ 1969년)은 미국 출신으로, 로버트 워들로, 존 로건에 이어 역사상 세번째로 키가 큰 것으로 알려진 인물이다. 그는 심각한 척추측만증과 말단비대증을 앓고 있었고, 1959년 27세 당시 측정한 키는 244cm였지만 척추 질환을 감안할 시 264cm로 추정되고 있다. 1969년에 37세의 나이로 사망했다.

## 같이 보기
- 로버트 워들로
- 존 로건 (1868년)
- 거인증